# جورج بريسكوت بوش
جورج بريسكوت بوش (بالإنجليزية: George P. Bush)‏ (من مواليد 24 أبريل 1976) محامي أمريكي، ضابط سابق في البحرية الأمريكية، مستثمر عقاري، وسياسي يعمل كمفوض لمكتب تكساس للأراضي العامة.
جورج من الجيل الرابع في عائلة بوش، وهو أكبر طفل في حاكم فلوريدا السابق جيب بوش ، وهو ابن شقيق الرئيس الرابع والأربعين جورج دبليو بوش، وحفيد الرئيس الحادي والأربعين جورج بوش الأب. انه اسمه. اسم بوش الأوسط مأخوذ من جده الأكبر، السناتور بريسكوت بوش.